# Чешуйчатошейная кустарниковая кукушка
Чешуйчатошейная кустарниковая кукушка  лат. Dasylophus cumingi) — вид птиц из семейства кукушковых (Cuculidae). Ранее включался в род Phaenicophaeus. Эндемик Филиппин. Подвидов не выделяют. Не является гнездовым паразитом. Видовое название дано в честь британского натуралиста и коллекционера Хью Каминга (англ. Hugh Cuming, 1791—1865).

## Описание

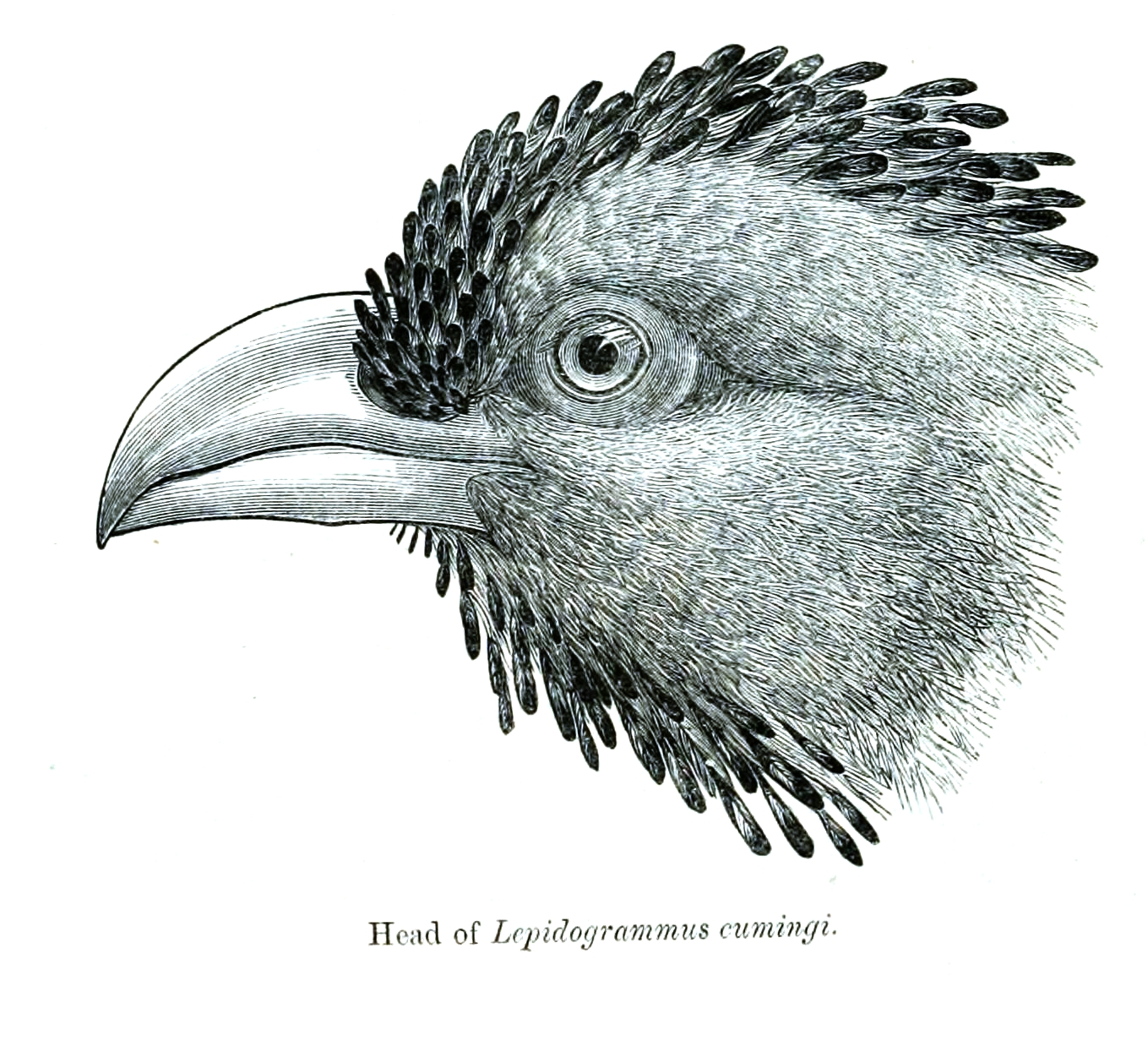
Рисунок головы

Чешуйчатошейная кустарниковая кукушка достигает длины 40—42 см, из которых на хвост приходится 22—24 см; самцы весят от 148,5 до 294,3 г, а самки — от 121,1 до 194,8 г. Половой диморфизм не выражен. У взрослых особей голова серая, лоб и горло беловатые. По верхней части головы от основания клюва до затылка, а также по горлу до верхней части груди проходит ряд из  плоских, чешуевидных, блестящих синевато-чёрных перьев. Голая кожа вокруг глаз красного цвета и усеяна маленькими кожными выростами. Верхняя часть тела тёмно-коричневая. Крылья и надхвостье глянцевые, от тёмно-зелёного до синего цвета. Ступенчатый хвост чёрный с белым кончиком на каждом рулевом пере. Грудь каштановая, брюхо тускло-чёрное. Радужная оболочка красная (у молодых особей тёмно-коричневая). Клюв от бледно-кремово-бурого до коричневого (у молодых особей рогового цвета с тёмно-каштановым кончиком), ноги серые.
У молодых особей большая часть головы, крыльев и тела тёмно-красновато-коричневого цвета. Задняя часть спины и надхвостье черноватые с голубовато-зелёным отливом. Хвост серовато-чёрный с широкими белыми кончиками рулевых перьев. Шея рыжеватая; чешуйчатые перья на голове начинают отрастать, когда птица еще короткохвостая.
Крики представлены металлическими свистами, которые, как правило, более высокой тональности по сравнению с криками D. superciliosus: взрывные «quizzzz-kid» или «whizzzz-kid».

## Распространение и места обитания
Чешуйчатошейная кустарниковая кукушка является эндемиком Филиппин. Распространена на островах Лусон, Мариндуке и Катандуанес. Ведёт оседлый образ жизни. Естественными местами обитания являются тропические леса, как первичные, так и вторичные, а также сосновые леса и заросшие кустарником участки вдоль водотоков. Встречается от уровня моря до высоты 2000 м над уровнем моря, особенно многочисленна в Сьерра-Мадре на высоте 300—760 м.

## Биология
Чешуйчатошейная кустарниковая кукушка добывает пищу в основном в нижних слоях леса, иногда забирается на 12-метровые лианы и даже на высоту 40 м над землёй в кроны деревьев во влажном лесу. Полет слабый, но птица быстро прыгает по веткам, как крупная белка, и, по-видимому, иногда опускается на землю. Обычно наблюдается поодиночке или небольшими группами и часто встречается в смешанных стаях. В состав рациона входят насекомые, включая гусениц длиной до 110 мм, многоножки, скорпионы, улитки, черви, мелкие змеи и ящерицы,  а также мелкие воробьиные птицы, попавшиеся в ловчие сети для птиц. Небольшую часть рациона составляет растительная пища.
Биология размножения исследована недостаточно. Предполагают, что сезон размножения продолжается с марта по май. Гнездо представляет собой хрупкое сооружение в форме чаши, располагается в густом подлеске или высоко на дереве. В неволе откладывает 2—3 яйца, насиживание которых длится около 22 дней.